# 高木幸一
高木 幸一（たかぎ こういち）は、日本のライトノベル作家である。

## 概要
2011年の第3回GA文庫大賞では作品「恋のなんたるかを教えてやろうじゃないの」が期待賞を受賞し、後に同作を『俺はまだ恋に落ちていない』と改題してデビューした。好きな作品としては『織田信奈の野望』『らじかるエレメンツ』『俺の彼女と幼なじみが修羅場すぎる』『月見月理解の探偵殺人』『Happy Death Day 自殺屋ヨミジと殺人鬼ドリアン』などを挙げている。また、好きなアニメとしては『がくえんゆーとぴあ まなびストレート!』『君が望む永遠』『東のエデン』『パンティ&ストッキングwithガーターベルト』などを挙げている。

## 作品一覧
- 『俺はまだ恋に落ちていない』（イラスト: 庭、GA文庫〈SBクリエイティブ〉）[4]
- 『放課後四重奏』（イラスト: ぜろきち、GA文庫〈SBクリエイティブ〉）[5]
- 『天壌穿つ神魔の剣』（イラスト: 狐印、GA文庫〈SBクリエイティブ〉）[6]
- 『家族なら、いっしょに住んでも問題ないよね?』（イラスト: YuzuKi、GA文庫〈SBクリエイティブ〉）[7]